# Рябово (деревня, Увинский район)
Ря́бово — деревня в Увинском районе Удмуртии, входит в состав Ува-Туклинского сельского поселения.

## География
Деревня находится на расстоянии 9 км к юго-западу от посёлка Ува, административного центра района, и 68 км к западу от города Ижевск, административного центра республики.

### Часовой пояс
Деревня Рябово, как и вся Удмуртия, находится в часовой зоне МСК+1. Смещение применяемого времени относительно UTC составляет +4:00.

## Население
| 2010 | 2012 |
| ---- | ---- |
| 141  | ↘136 |

## Улицы
- ул. Восточная,
- ул. Молодёжная,
- ул. Центральная.